# (14653) 1998 YV11
(14653) 1998 YV11 est un astéroïde aréocroiseur de 3,134 km de diamètre découvert en 1998.

## Description
(14653) 1998 YV11 a été découvert le 26 décembre 1998 à l'observatoire astronomique d'Ōizumi, situé à Ōizumi, dans la préfecture de Gunma, au Japon, par Takao Kobayashi.

### Caractéristiques orbitales
L'orbite de cet astéroïde est caractérisée par un demi-grand axe de 2,29 UA, un périhélie de 1,50 UA, une excentricité de 0,34 et une inclinaison de 9,01° par rapport à l'écliptique. Du fait de ces caractéristiques, à savoir un demi-grand axe inférieur à 3,2 UA et un périhélie compris entre 1,3 et 1,666 UA, il croise l'orbite de Mars et est classé, selon la JPL Small-Body Database, comme astéroïde aréocroiseur (aréo venant de Arès).

### Caractéristiques physiques
(14653) 1998 YV11 a une magnitude absolue (H) de 14,3 et un albédo estimé à 0,378, ce qui permet de calculer un diamètre de 3,134 km.Ces résultats ont été obtenus grâce aux observations du Wide-field Infrared Survey Explorer (WISE), un télescope spatial américain mis en orbite en 2009 et observant l'ensemble du ciel dans l'infrarouge, et publiés en 2015 dans un article présentant les résultats concernant 7 956 astéroïdes.